# Textos calendàrics de Qumran
Els textos calendàrics de Qumran fan referència a alguns dels rotlles de Qumran, a la Mar Morta, que contenen referències a calendaris. Aquests textos inclouen els mishmarot, que eren les llistes de torns o cursos setmanals per al servei del Temple. A més dels mishmarot, també hi ha altres textos calendàrics, per exemple els que es refereixen a les festes anuals, com els que es troben al rotlle del Temple, i els textos litúrgics amb estructures calendàriques.
Entre els textos de Qumran, hi ha documents de diferents períodes de temps. Si bé la majoria dels textos són en hebreu, també hi ha documents arameus. Així, es testimonien diversos calendaris diferents a Qumran. El calendari més comú que es troba és el que sovint s'ha descrit en publicacions inicials com a calendari solar. Tot i això, investigacions posteriors van mostrar que la imatge és més complicada i que les fases lunars també tenen un paper important en diversos documents de Qumran.
Uns vint textos de Qumran tracten calendaris, cosa que reflecteix la gran importància que va tenir la "cronologia adequada" per a la comunitat que va produir els rotlles.

## Qumran
Qumran està situat al nord-oest de la Mar Morta, a uns escassos quilòmetres de la ribera, a Cisjordània (Palestina), o el “West Bank”. Les ciutats més importants al seu voltant són Jerusalem, a uns 20 km a l’est i Jericó, a uns 15 al sud.
Està situat en un altiplà i consta d’un clima ardu i sec, està envoltat de penya-segats i representa un lloc molt estratègic, ja que es troba en un lloc de pas entre el nord i el sud de la zona. A més, tot i haver-hi poca pluja, Qumran està envoltat de wadis (cursos naturals d’aigua de pluja), que abasteixen d’aigua a la zona en forma de rius (que també fan la funció de regadiu) i torrents.
Gràcies a aquestes característiques, va ser un indret molt freqüentat al llarg de la història, i té un ecosistema bastant variat tenint en compte que està localitzat en un desert, hi proliferen animals com cérvols, llebres o serps.
Al seu voltant té altres indrets d’interès on s’han trobat restes arqueològiques com Ain Feshka, Khirbet Mird, En Ghedi o Masada.

## Arqueologia de Khirbet Qumran
El descobriment que va impulsar les campanyes d’excavacions a Khirbet Qumran va ser fortuït, quan uns pastors beduïns van trobar un rotllo en una cova pròxima a la vora nord-oest del Mar Mort. La data exacta ha estat discutida, s’ha establert entre 1945 (segons un dels pastors que van fer la troballa), 1946 (segons Vázquez Allegue )  i 1947 (segons De Vaux). Es van dur a terme una sèrie d’intervencions no fructuoses fins que, el 1951 es van dur a terme uns sondejos que van resultar en el descobriment de ceràmiques iguals a les trobades a la primera cova, cosa que va motivar una sèrie de campanyes arqueològiques en la zona, al mateix moment que es trobava l’entrada a una nova cova l’any 1952, es van trobar molts rotlles, monedes i ceràmiques similars. Successivament, es van anar descobrint més coves properes a Qumran, fins a arribar a la 11Q (cova 11), descoberta el 19563. Es van relacionar els manuscrits trobats a les coves amb el jaciment de la regió de Qumran, ja que la ceràmica present ambdós llocs era molt similar, si més no idèntica (de Vaux, 2004, p. 54), i, utilitzant mètodes de datació absoluta, es va confirmar que la cronologia d’explotació de les coves coincidia amb el jaciment de Khirbet Qumran. El fet que s’hagi trobat la mateixa ceràmica en els tres tipus de coves apunta al fet que totes van ser usades, unes com a habitatge, i altres com a llocs per guardar objectes i provisions mentre els propietaris residien fora de la cova en tendes (hipòtesi suportada per la troballa de material constructiu que suportava la tenda i objectes que hi havia hagut dins, com més ceràmiques amb les seves tapes i làmpades) (de Vaux,, 2004, p. 57).

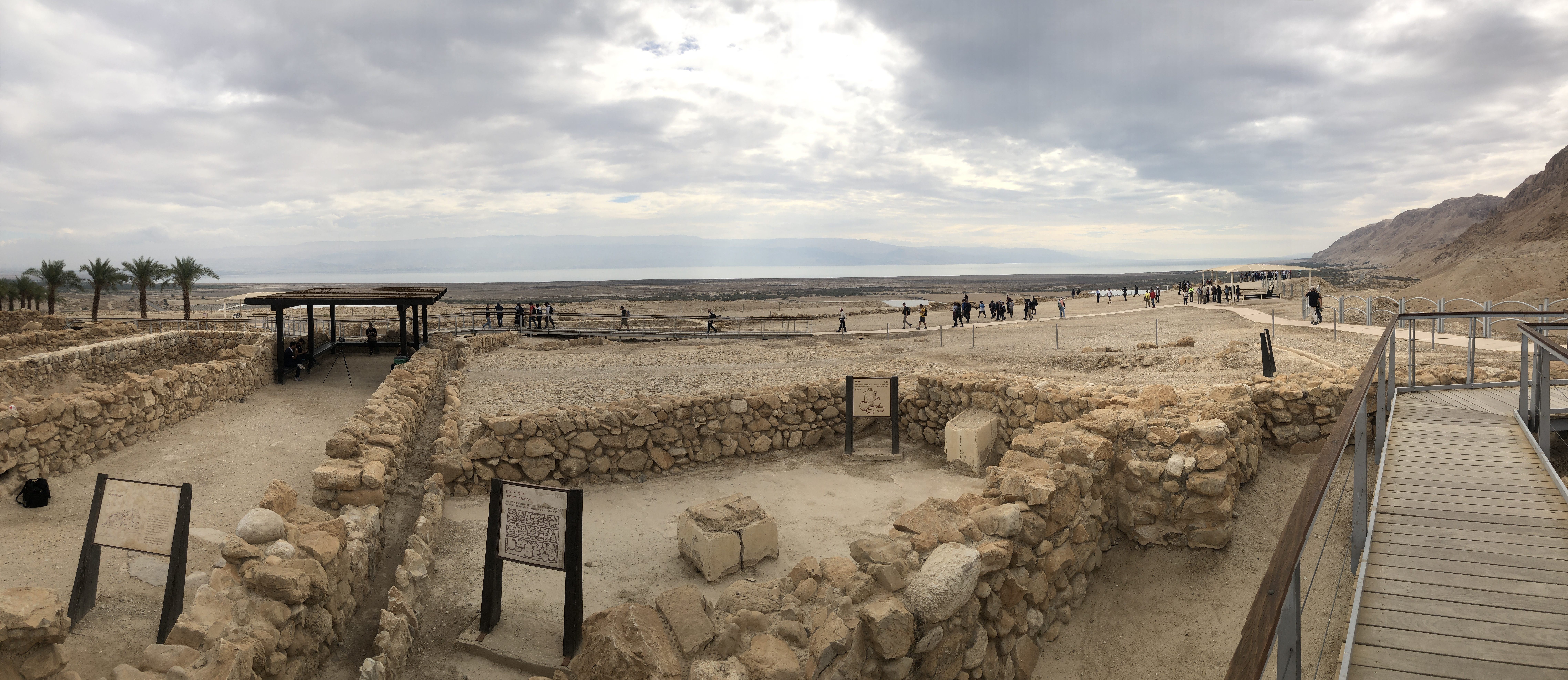
Jaciment de Khirbet Qumran

Entre 1952-1956 es van excavar les coves, però també el jaciment de Qumran, per part de Roland de Vaux, juntament amb altres membres dominics de l’École Biblique et Archéologique Française, a més, el jaciment de Khirbet Mird i Ain Freshka (més al sud), afegint el vast cementiri a l’est de Qumran (localitzat a uns 50 metres de Qumran, conté prop de 1.100 tombes).
Es van començar a buscar restes d’assentaments després del descobriment de la primera cova, les excavacions van començar el 1951, es van descobrir més de 5.000 m2 d’edificacions d’època romana, i en els anys consegüents es van dur a terme més intervencions i excavacions en la zona. L’excavació es va estendre cap al sud, a Ain Feshkha (de Vaux, 2004, p. 8), a només 3 km de Khirbet Qumran, on els edificis són semblants, les ceràmiques i l’arquitectura d’igual manera. La hipòtesi de De Vaux amb relació a les semblances és que els dos assentaments estaven interconnectats o, fins i tot, foren habitats per la mateixa població (de Vaux, 2004, p. 69).
Els dos assentaments presenten diversos períodes d’ocupació, determinats per l’estratigrafia, la numismàtica, i, fins i tot, per sistemes de datació més absoluts com el Carboni-14 (tot i que amb un gran marge d’imprecisió). El primer assentament es remunta al període Israelita, i es determina un terme postquem on es diu que no hi va haver ocupació humana abans del segle VIII aC (de Vaux, 2004, p. 3). Després, segueixen altres períodes d’ocupació, abandó i reaprofitament fins a la seva destrucció al segle I per les legions romanes (de Vaux, 2004, p. 48).

## Manuscrits de Qumran
Els textos o manuscrits de Qumran, descoberts per casualitat, són una sèrie de scrolls o rotllos, el nombre total dels quals és diferent dependent d’on es busqui la informació, però és segur que hi ha prop de 15.000 fragments, els quals representen entre 800 i 950 manuscrits, repartits en les 12 coves descobertes, l’última essent descoberta el 2017.  El suport d’aquests manuscrits és, majoritàriament, pergamí, alguns en papir i un de coure (3Q15), mal anomenat “The Copper Scroll”. Els manuscrits es van datar majoritàriament per estudis paleogràfics, però també per radiocarboni i, més tard, amb l’Espectrometria de Masses amb Accelerador (AMS), es va concloure després de molts estudis, que la seva cronologia seria d’entre el 200 aC i el 70 dC (Vermès, 2011, p.13-14).

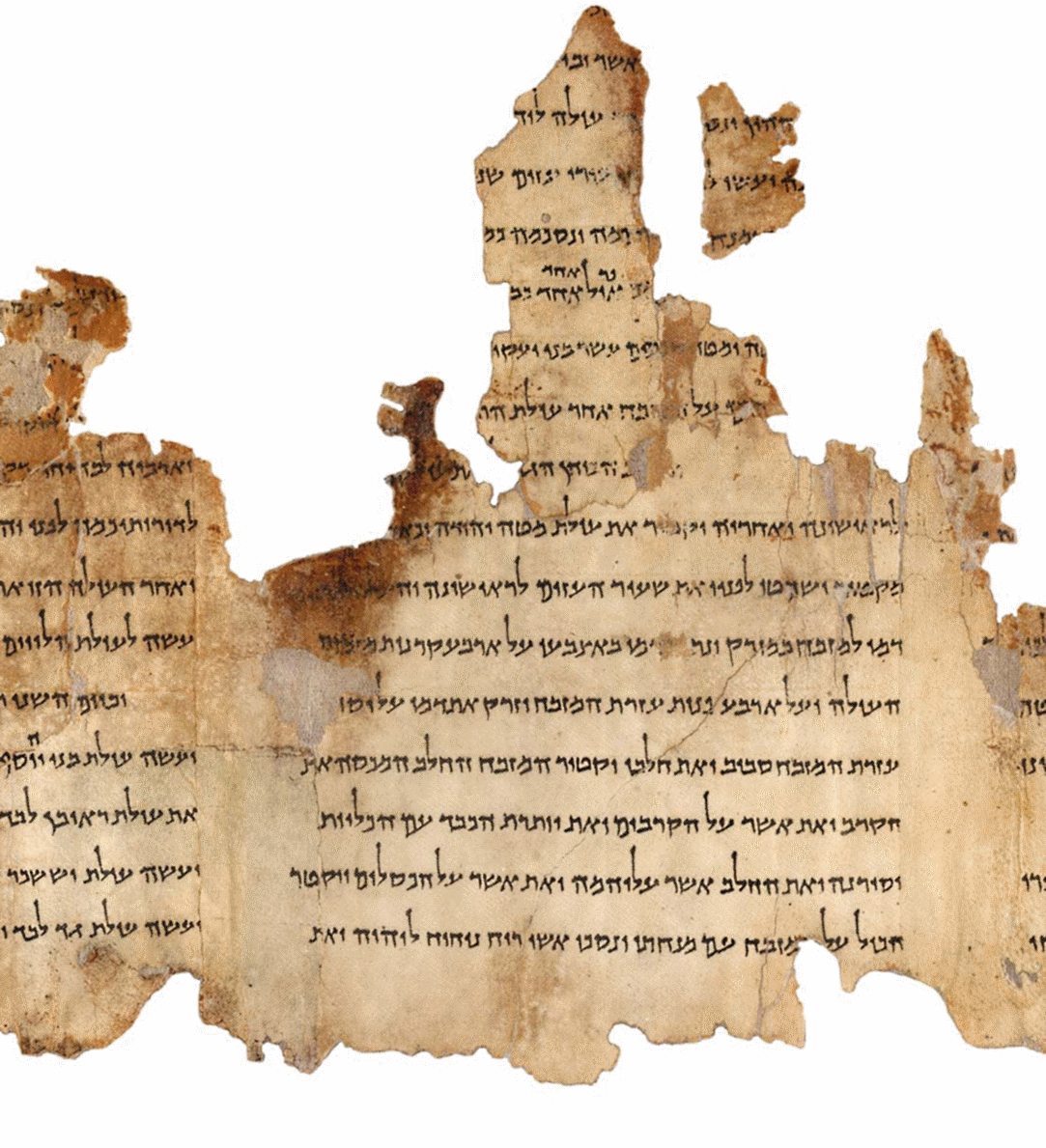
"Temple Scroll", o 11Q19. Museu d'Israel

La gran majoria de manuscrits estan escrits en hebreu, alguns altres en arameu i, en molt poca quantitat, alguns en grec (Vermès, 2011, p.11). En la documentació apareixen definits per una sèrie de sigles i números, que són la manera com es van classificar en un primer moment i com es poden identificar actualment. El primer número equival a la cova on el text en qüestió va ser trobat i després segueix la lletra Q, que indica la localització del jaciment a la qual pertanyen els manuscrits. Després de la lletra, ve el número del fragment, la columna i la línia. Aquesta classificació fa molt més ràpida la identificació i la citació dels fragments i els manuscrits, però també se’ls hi han atribuït sobrenoms, com “The Temple Scroll” (11QT = 11Q19-21, 4Q365a, 4Q524) o “The Damascus Document” (DS, 4Q265-73, 5Q12, 6Q15) (Vermès, 2011, p.7-8.), els més coneguts i estudiats, essent el primer el més llarg i complet que s’ha trobat, mesurant aproximadament 8,1 metres (Vermès, 2011, p.191). En referència al contingut, els manuscrits de Qumran es classifiquen entre textos bíblics, aquells que formen part de la Bíblia, i els no-bíblics (Vermès, 2011, p.46), els quals no tenen relació amb la bíblia, que faria referència, per exemple a textos legals, morals, normes, o, textos calendàrics. Tot i que dins cada categoria existeixen diverses subdivisions per tal d’acotar més la recerca.

## Textos calendàrics
Es tracta d’uns textos que organitzen un calendari de 364 dies, sovint anomenat erròniament calendari solar, ja que en aquesta cultura no s’observava el sol per establir els dies i mesos, sinó que tenia la finalitat situar en el temps determinades festivitats litúrgiques. Amb el temps s’ha pogut establir que en alguns fragments es remarquen la voluntat d’aquest calendari de senyalar el Sàbat, el dia de descans setmanal (Vermès, 2011, p.79). El calendari es divideix en dotze mesos agrupats en quatre grups de tres mesos cadascun. El primer grup comprèn els mesos de l’1 al 3, el segon del 4 al 6, el tercer del 7 al 9, i el quart del 10 al 12. Cada trimestre conté dos mesos de trenta dies (el primer i el segon) i un mes de trenta-un dies (el tercer)(Vermès, 2011, p.78). A més, cada trimestre comença el quart dia de la setmana, dia que, segons el relat de la Gènesi, es va crear el sol. Tal com assenyala la investigació: “El calendario fijado por los hombres de Qumrán pretendía ser establecido por la legislación bíblica"
Aquesta disposició fa que, com que el dia 1 és el quart dia de la setmana, els mesos 1, 4, 7 i 10 acabin en dia 30, que correspon al cinquè dia de la cinquena setmana. En conseqüència, els mesos 2, 5, 8 i 11 comencen el sisè dia i acaben també en un dia 30, que serà ja el Sàbat de la cinquena setmana. Per la mateixa raó, els mesos 3, 6, 9 i 12 comencen el primer dia de la setmana i acaben en un dia 31, que cau en el tercer de la setmana.

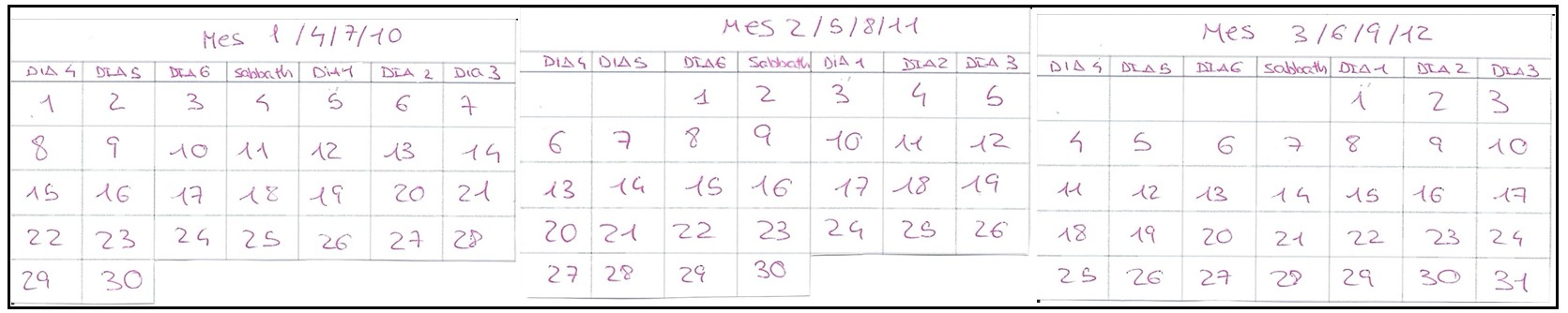
Taula calendàrica explicativa de Qumran.

Els manuscrits rellevants sobre aquesta qüestió es divideixen en columnes on s’enumeren els esdeveniments, i s’han conservat diversos exemples.
Els textos més significatius que tracten els calendaris són els següents:
- Text Calendari A: conté referències a la creació culminant en l’aparició de la llum (el sol) el quart dia. Només se’n conserva un parell de frases i una llista dels Mishmarot (guaites o vigilants) que oficiaven al principi de cada mes.[14]
- Text Calendari B: recull una llista dels primers guaites del mes durant un període de sis anys, així com una relació de festivitats bíbliques anuals i les guàrdies sacerdotals a qui corresponien.
- Text Calendari C: ofereix una relació dels Sàbats del primer mes de cada trimestre.[15]
- Text Calendari D: presenta una llista de tots els Sàbats de l’any, anomenats a partir dels personatges que entraven al temple dissabte al matí i complien el servei diumenge al matí.
- Text Calendari F: enumera els Mishmarot que oficiaven a l’inici de cada any en un cicle de sis anys, seguit de la llista dels guaites que presenciaven l’inici de cada trimestre.
- Text Calendari G: relaciona les anomenades santes estacions, tot i que només se n’han conservat els noms dels guaites que les oficiaven.[16]

La qüestió calendàrica tenia una importància capital per als habitants sectaris de Qumran, i es considera que podria haver estat un dels motius pels quals es van separar religiosament dels jueus tradicionals i es van establir a la regió. Mentre que el calendari jueu hegemònic establia l’any en 354 dies, Els sectaris afirmaven que constava de 364 dies. El text 4QMMT relata el desacord dels sectaris de Qumran amb el còmput de l’any practicat a Jerusalem.
Actualment, la major part dels textos originals es conserva al magatzem segur del Santuari del Llibre, una de les seccions del Museu d’Israel a Jerusalem, juntament amb altres manuscrits del Mar Mort. Tanmateix, algunes peces concretes, com el Rotlle de Coure, es custodien a Jordània, concretament al Museu d’Amman.

## Discurs acadèmic

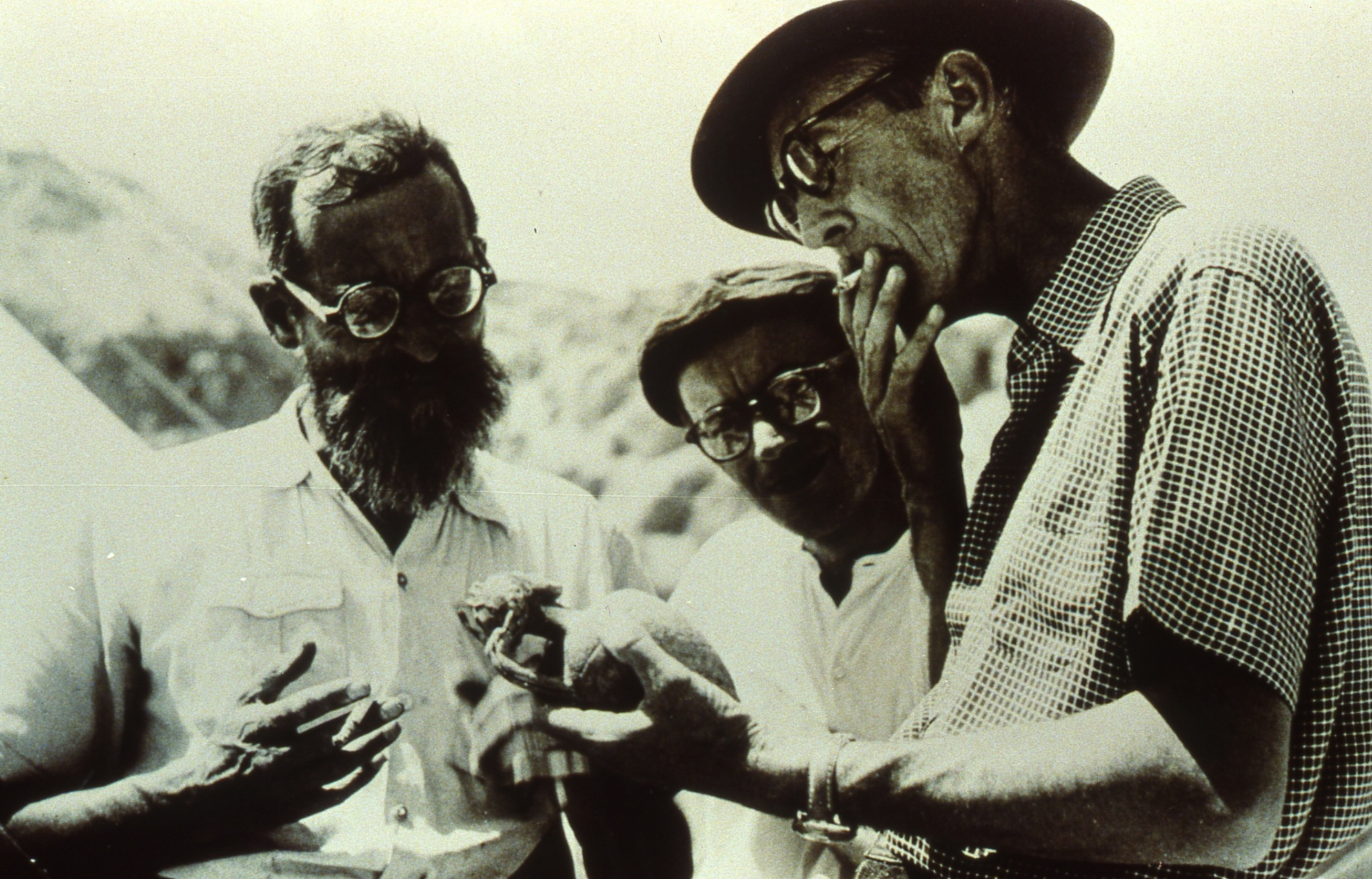
Gerald Lankester Harding, Roland de Vaux i Joseph Milik a les excavacions de Qumran, 1954

Els textos calendàrics de Qumran han generat, des de la seva descoberta, diversos problemes interpretatius, especialment pel fet que el calendari només disposava de 364 dies. Aquesta característica, forçosament, hauria provocat una desincronització entre les festivitats i el cicle natural de l’any. La qüestió que es plantegen els investigadors és com van afrontar aquest desfasament els habitants de Qumran.
Una de les propostes suggerides pels experts és que, en períodes de quaranta-nou anys (set cicles de set anys), s’hi podria haver afegit una setmana addicional, de set dies, per tal de corregir la diferència acumulada. Tot i així, ni tan sols amb aquest càlcul es compensaria completament el decalatge, motiu pel qual s’ha plantejat que certs signes que apareixen als textos (com [שׁמטה]) podrien indicar punts en què es van intercalar setmanes extres. Es calcula que serien dotze setmanes en total, la qual cosa hauria permès mantenir una desviació mínima, que només caldria ajustar a llarg termini.
Cal subratllar, però, que totes aquestes hipòtesis han estat elaborades a partir dels criteris actuals, ja que, malauradament, fins avui no s’ha trobat cap evidència arqueològica a la zona de Qumran que confirmi aquests mecanismes de correcció.
També ha estat objecte de debat la identitat de la secta que habitava Qumran. Aquesta s’ha relacionat amb diversos grups, com els jueus essenis, els zelotes i, fins i tot, els selèucides. Els experts continuen dividits en aquest aspecte: alguns consideren impossible que fossin els essenis (de Vaux, 2004, p. 136), mentre que d’altres afirmen que Qumran fou ocupada per aquesta secta (Vermès, 2011, p. 48). Hi ha qui defensa una presència primer essènia i posterior zelota (C. Roth), tot i que aquesta hipòtesi ha estat àmpliament refutada, especialment per de Vaux (2004, p. 122).
La realitat és que totes les evidències que sustenten aquestes conclusions són de caràcter textual i, per tant, no absolutes. Malgrat això, molts especialistes accepten la hipòtesi de la presència essènia a Qumran per diversos factors —cronològics, documentals i contextuals— i, sobretot, perquè és la teoria que presenta una major coherència. En paraules de Vermès: “segueix, en el meu punt de vista, la més probable de totes les solucions possibles”.

## Conclusions
Els textos calendàrics de Qumran són l’exemple d’una troballa única, malgrat aparèixer molt fragmentats, repartits entre milers d’objectes, i en nombroses coves descobertes entre el segle passat i aquest (la més recent el 2017, anomenada 12Q) i en d’altres que segurament encara deuen restar per descobrir. A més, amb l’aparició de nous fragments dels manuscrits del Mar Mort, la investigació està lluny d’acabar. Els scrolls són uns documents que ens aproximen a la forma de contar el temps en una cultura protohistòrica, cosa poc habitual, que a més són una finestra al passat. Ens serveixen tant per esbrinar la relació entre les persones i els fenòmens místics, com el paper que tenen llibres sagrats com la bíblia, i també ens aproximen als personatges i esdeveniments rellevants que en ells apareixen llistes. Malgrat que per la seva complexitat i parcialitat la comprensió dels textos no és del tot clara i ha donat peu a grans debats i a la falta de consens entre experts.